# 汤姆·克鲁斯作品列表

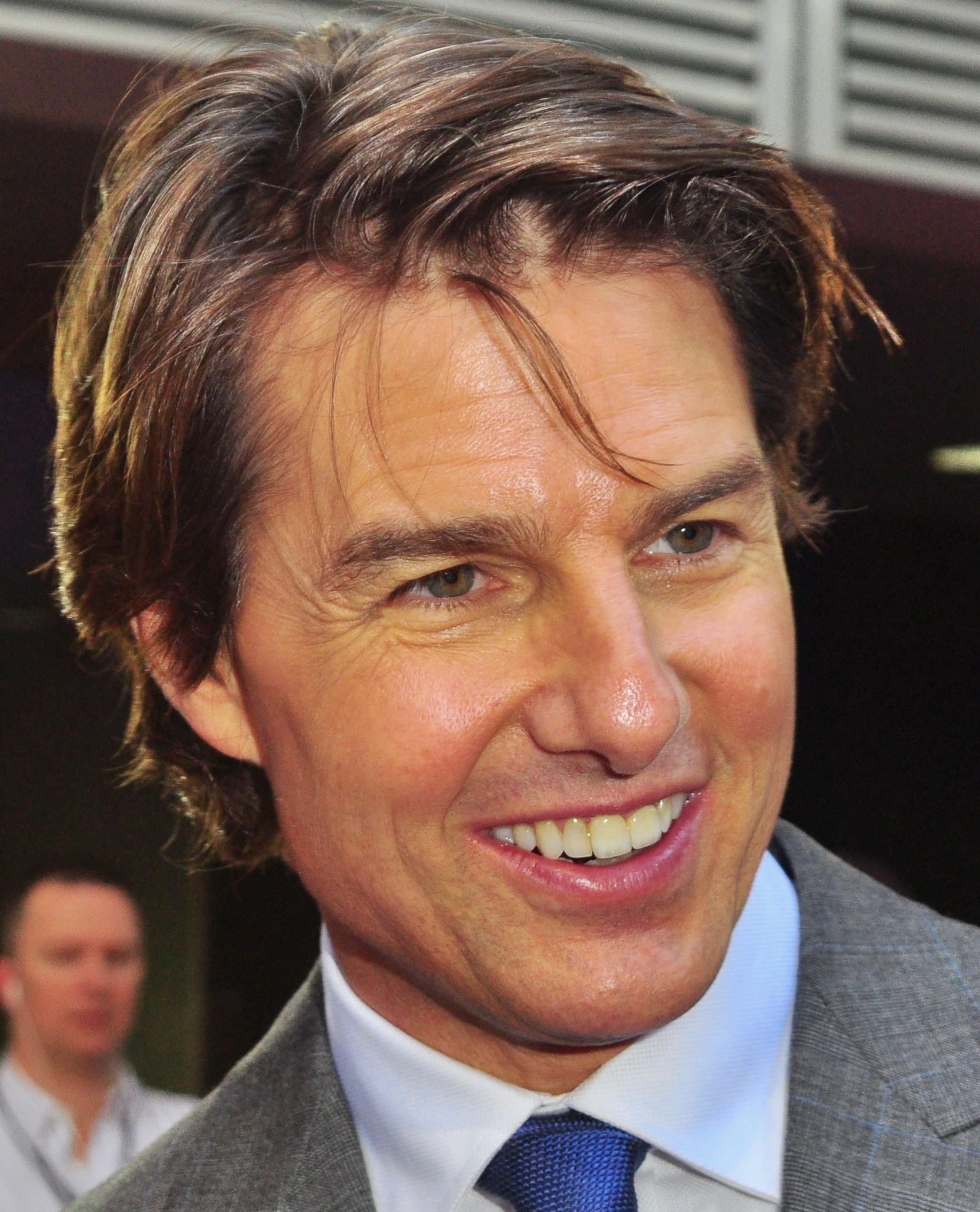
克鲁斯出席2015年《碟中谍5：神秘国度》伦敦首映式

汤姆·克鲁斯是一名美国演员和制片人，他的處女作是1981年的浪漫爱情片《无尽的爱》，饰演一个配角。他的突破性角色是在成长喜剧《保送入学》（1983年）中，这为克鲁斯赢得了他的第一次金球奖最佳音乐及喜剧类电影男主角提名。1986年，克鲁斯在托尼·斯科特导演的动作片《壮志凌云》中扮演一名战斗机飞行员（该片是当年票房收入最高的电影），还和保罗·纽曼一起出演了马丁·斯科塞斯导演的电影《金钱本色》。两年后，他与达斯汀·霍夫曼一起主演了奥斯卡最佳影片获奖电影《雨人》（1988年），还出演了贏得金草莓奖最差电影的愛情电影《鸡尾酒》（1988年）。这使得直到2014年，克鲁斯都是第一个也是唯一一个同時主演過奥斯卡最佳影片和金草莓奖最差影片的演员。他接下来的一个角色是電影《生于七月四日》（1989年）裡的反战活动家罗恩·科维奇，这部电影改编自科维奇的同名回忆录，他因此获得了金球奖最佳男演员奖。
1992年，他与杰克·尼科尔森在律政剧《好人寥寥》中演对手戏，该剧改编自百老汇同名戏剧，同样由艾伦·索金编剧。克鲁斯接下来出演了改编自同名小說的法律惊悚片《糖衣陷阱》（1993年），同年还导演了电视剧《堕落天使》（1993年）中的一集，这也成为了他的导演处女作。克鲁斯在动作片《碟中谍》（1996年）中饰演特工伊森·亨特，这是他与葆拉·瓦格纳于1993年共同创办的制片公司克鲁斯-华格纳制片的第一个项目。截止2018年，克鲁斯共出演了该系列的五部电影，分别为《碟中谍2》（2000年）、《碟中谍3》（2006年）、《不可能的任務：鬼影行動》（2011年）、《碟中谍5：神秘国度》（2015年）和《碟中谍6：全面瓦解》（2018年）。
他在卡梅伦·克罗执导的喜剧片《甜心先生》（1996年）中扮演标题角色，该片使克鲁斯获得了金球奖最佳音乐及喜剧类电影男主角。1999年，克鲁斯与他当时的妻子妮可·基德曼一起出演斯坦利·库布里克执导的色情惊悚片《大开眼界》，并出演了保罗·托马斯·安德森执导的戏剧《木兰花》。因在后者中的出色表现，他获得了金球奖最佳电影男配角，并且还获得了奥斯卡最佳男配角奖的提名。克鲁斯与克罗合作制作了科幻惊悚片《香草天空》（2001年），这部影片为他赢得了土星奖最佳男主角。次年，他出演了斯蒂芬·斯皮尔伯格执导的《少数派报告》（2002年）。2005年，他再次与斯皮尔伯格合作拍摄了《世界大战》，并获得了BAFTA洛杉矶颁发的斯坦利·库布里克不列颠尼亚奖最佳影片奖。三年后，他参演讽刺动作喜剧《热带惊雷》（2008年），并在历史片《行动目标希特勒》（2008年）中饰演德国军官克勞斯·馮·施陶芬貝格。克鲁斯在动作惊悚片《侠探杰克》（2012年）和续集《侠探杰克：永不回头》（2016年）中飾演主角傑克·李奇。他在《遗落战境》（2013年）和《明日边缘》（2014年）中的演出标志着他又重返科幻题材影片。

## 电影
| 年份   | 片名                                                                 | 职责 | 职责   | 职责 | 职责                                                         | 注释                     | 来源          |
| 年份   | 片名                                                                 | 演员 | 制片人 | 其他 | 角色                                                         | 注释                     | 来源          |
| ------ | -------------------------------------------------------------------- | ---- | ------ | ---- | ------------------------------------------------------------ | ------------------------ | ------------- |
| 1981年 | 《无尽的爱》                                                         | 是   | 否     | 否   | 比利（Billy）                                                |                          | [ 1 ]         |
| 1981年 | 《熄灯号》（Taps）                                                   | 是   | 否     | 否   | 大卫·肖恩（David Shawn）                                     |                          | [ 23 ]        |
| 1983年 | 《外来者》                                                           | 是   | 否     | 否   | 史蒂夫·兰德尔（Steve Randle）                                |                          | [ 24 ]        |
| 1983年 | 《失贞记》（Losin' It）                                              | 是   | 否     | 否   | 伍迪（Woody）                                                |                          | [ 25 ]        |
| 1983年 | 《保送入學》                                                         | 是   | 否     | 否   | 乔尔·古德森（Joel Goodson）                                  |                          | [ 26 ]        |
| 1983年 | 《步步登天》（All The Right Moves）                                  | 是   | 否     | 否   | 斯蒂芬·乔尔杰维奇（Stefen Djordjevic）                       |                          | [ 27 ]        |
| 1985年 | 《黑魔王》（Legend）                                                 | 是   | 否     | 否   | 杰克（Jack O' The Green）                                    |                          | [ 28 ]        |
| 1986年 | 《壮志凌云》                                                         | 是   | 否     | 否   | 彼得·「獨行俠」·米契爾上尉（Lt. Pete "Maverick" Mitchell）   |                          | [ 5 ]         |
| 1986年 | 《金钱本色》                                                         | 是   | 否     | 否   | 文森·羅禮（Vincent Lauria）                                  |                          | [ 29 ]        |
| 1988年 | 《鸡尾酒》（Cocktail）                                               | 是   | 否     | 否   | 布萊恩·佛萊根（Brian Flanagan）                              |                          | [ 30 ]        |
| 1988年 | 《雨人》                                                             | 是   | 否     | 否   | 查理·巴比特（Charlie Babbitt）                               |                          | [ 31 ]        |
| 1989年 | 《生于七月四日》                                                     | 是   | 否     | 否   | 朗·科維奇（Ron Kovic）                                       |                          | [ 32 ]        |
| 1990年 | 《雷霆壮志》                                                         | 是   | 否     | 编剧 | 科尔·特里克尔（Cole Trickle）                                |                          | [ 33 ] [ 34 ] |
| 1992年 | 《大地雄心》                                                         | 是   | 否     | 否   | 喬瑟夫·唐納利（Joseph Donelly）                              |                          | [ 35 ]        |
| 1992年 | 《好人寥寥》                                                         | 是   | 否     | 否   | 丹尼爾·凱菲中尉（Lt. Daniel Kaffee）                         |                          | [ 9 ]         |
| 1993年 | 《糖衣陷阱》                                                         | 是   | 否     | 否   | 米奇·麦克迪尔（Mitch McDeere）                               |                          | [ 11 ]        |
| 1994年 | 《夜访吸血鬼》                                                       | 是   | 否     | 否   | 黎斯特·德·萊昂柯特（Lestat de Lioncourt）                    |                          | [ 36 ]        |
| 1996年 | 《碟中谍》                                                           | 是   | 是     | 否   | 伊森·亨特（Ethan Hunt）                                      |                          | [ 37 ]        |
| 1996年 | 《甜心先生》                                                         | 是   | 否     | 否   | 傑瑞·麥奎爾（Jerry Maguire）                                 |                          | [ 38 ]        |
| 1998年 | 《永無止境》（Without Limits）                                       | 否   | 是     | 否   |                                                              |                          | [ 39 ]        |
| 1999年 | 《大开眼戒》                                                         | 是   | 否     | 否   | 比尔·哈福德（Bill Harford）                                  |                          | [ 40 ]        |
| 1999年 | 《木兰花》                                                           | 是   | 否     | 否   | 弗兰克·T·J·麦基（Frank T. J. Mackey）                        |                          | [ 41 ]        |
| 2000年 | 《碟中谍2》                                                          | 是   | 是     | 否   | 伊森·亨特（Ethan Hunt）                                      |                          | [ 42 ] [ 43 ] |
| 2001年 | 《斯坦利·库布里克：电影人生》（Stanley Kubrick: A Life in Pictures） | 否   | 否     | 旁白 | 旁白                                                         |                          | [ 44 ]        |
| 2001年 | 《不速之嚇》                                                         | 否   | 是     | 否   |                                                              | 执行制片                 | [ 45 ]        |
| 2001年 | 《香草天空》                                                         | 是   | 是     | 否   | 大卫·阿姆斯（David Aames）                                   |                          | [ 46 ]        |
| 2002年 | 《国际空间站3D》（Space Station 3D）                                 | 是   | 否     | 否   | 旁白                                                         |                          | [ 47 ]        |
| 2002年 | 《少数派报告》                                                       | 是   | 否     | 否   | 约翰·安德顿（John Anderton）                                 |                          | [ 48 ]        |
| 2002年 | 《王牌大贱谍3》                                                      | 是   | 否     | 否   | 他自己，假扮奥斯汀·鲍尔斯（Austin Powers）                   | 配角                     | [ 49 ]        |
| 2002年 | 《緝毒特警》                                                         | 否   | 是     | 否   |                                                              | 执行制片                 | [ 50 ]        |
| 2003年 | 《》                                                                 | 否   | 是     | 否   |                                                              | 执行制片                 | [ 51 ]        |
| 2003年 | 《最后的武士》                                                       | 是   | 是     | 否   | 纳森·阿尔格伦（Nathan Algren）                                       |                          | [ 52 ] [ 53 ] |
| 2004年 | 《借刀杀人》                                                         | 是   | 否     | 否   | 文森特（Vincent）                                            |                          | [ 54 ]        |
| 2005年 | 《世界大战》                                                         | 是   | 否     | 否   | 雷·弗里尔（Ray Ferrier）                                     |                          | [ 55 ]        |
| 2005年 | 《伊丽莎白镇》                                                       | 否   | 是     | 否   |                                                              |                          | [ 56 ]        |
| 2006年 | 《问尘情缘》                                                         | 否   | 是     | 否   |                                                              |                          | [ 57 ]        |
| 2006年 | 《碟中谍3》                                                          | 是   | 是     | 否   | 伊森·亨特（Ethan Hunt）                                      |                          | [ 58 ]        |
| 2007年 | 《狮入羊口》                                                         | 是   | 否     | 否   | 傑斯伯·艾文參議員（Senator Jasper Irving）                   |                          | [ 59 ]        |
| 2008年 | 《热带惊雷》                                                         | 是   | 否     | 否   | 莱斯·克罗斯曼（Les Grossman）                                |                          | [ 60 ]        |
| 2008年 | 《行动目标希特勒》                                                   | 是   | 否     | 否   | 克劳斯·冯·施陶芬贝格（Claus von Stauffenbergen）             |                          | [ 61 ]        |
| 2010年 | 《危情谍战》                                                         | 是   | 否     | 否   | 羅伊·米勒（Roy Miller）                                      |                          | [ 62 ]        |
| 2011年 | 《不可能的任務：鬼影行動》                                           | 是   | 是     | 否   | 伊森·亨特（Ethan Hunt）                                      |                          | [ 63 ]        |
| 2012年 | 《摇滚年代》                                                         | 是   | 否     | 否   | 塔西·杰克斯（Stacee Jaxx）                                   | 同时也是电影配乐的演唱者 | [ 64 ] [ 65 ] |
| 2012年 | 《侠探杰克》                                                         | 是   | 是     | 否   | 杰克·理查尔                                                  |                          | [ 66 ]        |
| 2013年 | 《遺落戰境》                                                         | 是   | 否     | 否   | 杰克·哈勃（Jack Harper）                                     |                          | [ 67 ]        |
| 2014年 | 《明日边缘》                                                         | 是   | 否     | 否   | 威廉·凯奇少校（Maj. William Cage）                           |                          | [ 68 ]        |
| 2015年 | 《職業特工隊：叛逆帝國》                                             | 是   | 是     | 否   | 伊森·亨特（Ethan Hunt）                                      |                          | [ 69 ]        |
| 2016年 | 《侠探杰克：永不回头》                                               | 是   | 是     | 否   | 杰克·理查尔（Jack Reacher）                                  |                          | [ 70 ]        |
| 2017年 | 《新木乃伊》                                                         | 是   | 否     | 否   | 尼克·莫顿（Nick Morton）                                     |                          | [ 71 ]        |
| 2017年 | 《美国制造》                                                         | 是   | 否     | 否   | 巴里·希尔（Barry Seal）                                      |                          | [ 72 ]        |
| 2018年 | 《碟中谍：全面瓦解》                                                 | 是   | 是     | 否   | 伊森·亨特（Ethan Hunt）                                      |                          | [ 73 ] [ 74 ] |
| 2022年 | 《壮志凌云：独行侠》                                                 | 是   | 是     | 否   | 彼得·「獨行俠」·米契爾上校（Capt. Pete "Maverick" Mitchell） |                          | [ 75 ]        |
| 2023年 | 《不可能的任務：致命清算》                                           | 是   | 是     | 否   | 伊森·亨特（Ethan Hunt）                                      | 執行製作                 | [ 76 ] [ 77 ] |
| 2025年 | 《不可能的任務：最終清算》                                           | 是   | 是     | 否   | 伊森·亨特（Ethan Hunt）                                      |                          | [ 78 ] [ 79 ] |

## 电视
| 年份   | 标题                          | 角色   | 注释                                                       | 来源   |
| ------ | ----------------------------- | ------ | ---------------------------------------------------------- | ------ |
| 1993年 | 《堕落天使》（Fallen Angels） | ー     | 剧集：《恐怖的弗拉米斯》（The Frightning Frammis）（导演） | [ 12 ] |
| 2010年 | 《Top Gear》（Top Gear）              | 他自己 | 客串                                                       | [ 80 ] |